# Samuel Stutz
Samuel Stutz (* 9. November 1960 in Marburg, Deutschland) ist ein Schweizer Fernsehmoderator und Arzt.

## Leben
Stutz erlangte 1979 die Matura Typus A und studierte Medizin an der Universität Basel. 1985 legte er das Staatsexamen ab. Von 1986 bis 1989 war er in den Bereichen Anästhesie, Psychiatrie und Innere Medizin an den Universitätskliniken Basel und Zürich tätig. Von 1990 bis 1994 war er Medizinredaktor beim SonntagsBlick und der Schweizer Illustrierten. Ab 1995 war er Redaktor, ab 2001 Moderator der Ringier-Sendung Gesundheit Sprechstunde auf SF zwei und ab der Lancierung 2005 auch Redaktor der dazugehörigen Zeitschrift. Im Jahr 2007 moderierte er seine letzte Sendung.
Seitdem ist er Herausgeber seines eigenen Magazins «Sprechstunde Doktor Stutz», das sechs Mal im Jahr erscheint.
Stutz lebt mit seiner Frau und seinen Kindern in Ascona.